# Sörling Beach
Der Sörling Beach ist ein großer Strand an der Nordküste Südgeorgiens im Südatlantik. Er liegt am Beginn des Sörling Valley am südöstlichen Ufer der Cumberland East Bay nahe der Basis der Barff-Halbinsel. 
Das UK Antarctic Place-Names Committee benannte ihn 2002 in Anlehnung an die Benennung des gleichnamigen Tals. Dessen Namensgeber ist Erik Sörling vom Naturhistoriska riksmuseet in Stockholm, der dort zwischen 1904 und 1905 die zoologische Sammlung über Südgeorgien aufgebaut hatte.